# Acanthochitona pilsbryi
Acanthochitona pilsbryi is een keverslakkensoort uit de familie van de Acanthochitonidae. De wetenschappelijke naam van de soort is voor het eerst geldig gepubliceerd in 1896 door Sykes.